# مفتاح الكروما

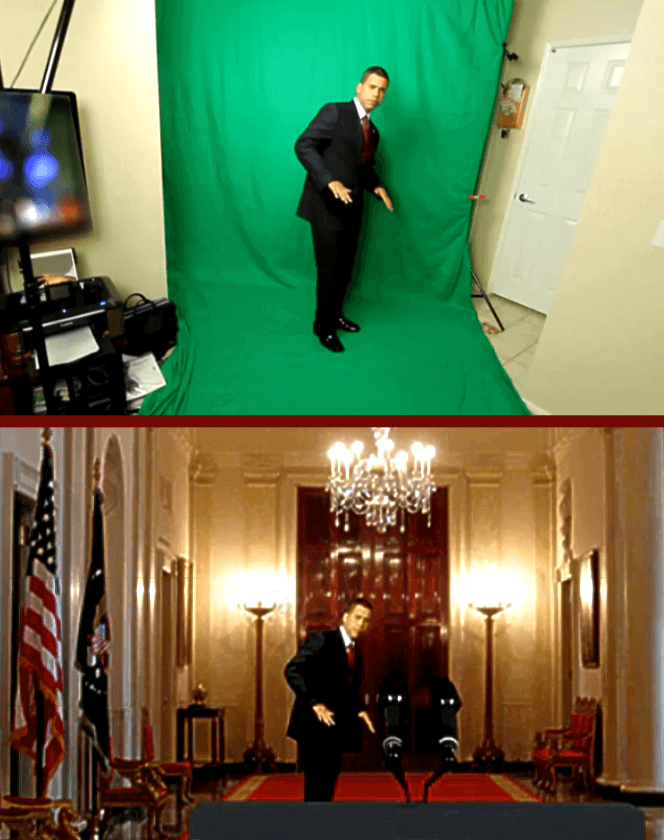
يتجلى الطابع العملي لتركيبة الشاشة الخضراء اليوم بواسطة إيمان كروسون في الإنتاج الذاتي لفيديوهات اليوتيوب.
اللوحة العلوية: إطار كروسون في حركة كاملة للفيديو كلقطة في غرفة معيشته الخاصة.
اللوحة السفلية: الإطار في الصيغة النهائية والتي جسد كروسون فيها باراك أوباما وكأنه يبدو في الغرفة الشرقية للبيت الأبيض.

مفتاح الكروما (بالإنجليزية: Chroma key)‏ هي عبارة عن تصوير المشهد على خلفية ذات لون أخضر أو أزرق، ثم بعد ذلك يتم حذف هذه الخلفية ببرامج الجرافيك ودمج المشاهد والمؤثرات المصممة على برامج الجرافيك معها، وتساعد تقنية الكروما على توفير الكثير من المال والوقت والجهد فمثلا بدلا من أن يضطر فريق العمل لبناء البيئة المحيطة أو مثلا بناء ديكورات المباني التاريخية والتي تأخذ الكثير من الوقت والمجهود فيمكن أن يتم تصوير المشهد بالكروما ثم تصميم البيئة المحيطة المطلوبة على برامج الجرافيك ثم دمجها بسهولة مع المشهد.
مفتاح الكروما (أو مفتاح الصفاء اللوني)، هي تقنية مؤثرات خاصة تستخدم عند التصوير أو في مرحلة ما بعد الإنتاج لتركيب أو دمج صورتين أو مقطعين فيديو مع بعضهما على أساس درجات اللون (درجة الصفاء اللوني). تستخدم هذه التقنية بشكل كبير في العديد من المجالات لإزالة الخلفية من صورةٍ أو مشهدٍ ما خاصة في مجال نشرات الأخبار والأفلام وألعاب الفيديو. يتم تحويل درجة اللون في خلفية المشهد إلى الشفافة ومن ثم إزالتها لتكشف عن صورة أخرى خلفها. تستخدم تقنية الكروما عادة خلال عملية تصوير الفيديو وفي مرحلة مابعد الإنتاج خلال عملية التحرير والمونتاج. تعرف هذه التقنية أيضا بمفتاح التلوين، أو كما يُطلق عليها في البي بي سي غطاء فصل اللون، أو بأسماء أخرى حسب لون الخلفية المستخدمة مثل الشاشة الخضراء أو الشاشة الزرقاء. يمكن استخدام تقنية الكروما مع أي خلفية تحمل أي لون مميز ومتجانس ولكن استخدام اللونين الأخضر والأزرق هو الأكثر شيوعاً لاختلافهما الواضح عن لون بشرة الإنسان. كما أنه من الضروري أن لا يحتوي المشهد أو الصورة على لون مماثل للون خلفية الكروما المستخدمة.
تُستخدم هذه التقنية عادة في نشرات أحوال الطقس، حيث يكون مُقدم النشرة واقفًا أمام خريطة حاسوبية كبيرة أثناء البث الحي لنشرات الأخبار والتي هي في الحقيقة مجرد خلفية خضراء أو زرقاء اللون. عند استخدام خلفية زرقاء يتم تركيب خرائط جوية مختلفة على أجزاء الصورة التي تحمل اللون الأزرق، ولو كان مُقدم النشرة يرتدي ملابس زرقاء فإنّ ملابسه أيضاً يتم استبدالها بخريطة الطقس المضافة للخلفية، وبالنسبة للشاشات الخضراء فإنه يتم استخدام نِظام مساعد لهذه العملية. يُستخدم نظام الكروما في مجال الترفيه أيضًا وذلك لإضافة تأثيرات خاصة على الأفلام وألعاب الفيديو، وبسبب تقدم التكنولوجيا وتوفر برامج الكمبيوتر التجارية مثل برنامج أوتوديسك سموك، وفاينال كت برو وبيناكل ستوديو، وأدوبي أفتر إيفكتس والكثير غيرها أصبح من الممكن للمستخدِم العادي للكمبيوتر المنزلي أن يُصمم فيديوهات على جهازه باستعمال تقنية الكُروما على معدات خضراء أو زرقاء متوفرة بأسعار معقولة.

## تاريخها
إن العملية المعروفة ب«السواتر المتحركة»، عملية معقدة وتستهلك وقتا في صناعة الأفلام. حيث كانت تستخدم سابقاً قبل إدخال عملية الدمج الرقمي. وطورت شركة روكو لأنتاج الأفلام طريقة الشاشة الزرقاء في الثلاثينات، حيث استخدم نيوود دان نسخة بدائية من «السواتر المتحركة» في إنشاء الملاحظات الساخرة - والانتقال بين المشاهد كممسحة الزجاج الأمامي كما عرض في فيلم فلاينق داون تو ريو (Flying Down to Rio) عام 1933.حيث تضمن مشهد من فيلم لص بغداد - عام 1940 والذي فاز بجائزة الأوسكار للمؤثرات، يتحدث عن هروب جني من زجاجة، وكان ذاك المشهد النقطة الأولى لعملية الشاشة الزرقاء لإنشاء «السواتر المتحركة» ويعود الفضل في ذلك إلى لاري بتلر لتطويره للشاشة الزرقاء - حيث حصل على جائزة الأوسكار لا ستخدامه مؤثرات خاصة في فيلم لص بغداد. وفي عام 1950، بدأت شركة وارنر براذرز والباحث السابق الذي كان يعمل في شركة كوداك، بتصميم أشعة فوق البنفسجية لاستعمالها في عملية السواتر المتحركة. وعمل الباحث كذلك على تطوير تقنية الشاشة الزرقاء، وكان أول فيلم أدخلت عليه هذه التقنية هو فيلم من رواية لإرنست همينغوي، الشيخ والبحر، بطولة سبنسر ترايسي.
من عيوب السواتر المتحركة التقليدية المطفأة (غير اللامعة) أنه ليس من السهل مزامنة الكاميرات التي تلتقط صورا بغرض تركيبها. وعلى مر العقود تم إكمال الصور المطفأة (غير اللامعة) عبر خاصية "القفل" كي لا تتمكن مادة التصوير أو الخلفية من تحويل منظور الكاميرا أو تغييره. ومن ثم، قامت الكاميرات ذات مؤقت الحركة المنضبط بالكمبيوتر بالتخفيف من هذه المشكلة، حيث أصبح من الممكن تصوير المقدمة والخلفية بنفس تحركات الكاميرا. مُنح بترو فلاهوس جائزة الأوسكار سنة 1964 لإدخاله المزيد من التحسينات على هذه التقنيات؛ باستغلاله خاصية أن مكون اللون الأزرق لمعظم الأشياء في مشاهد العالم الحقيقي يشبه في حدته مكون اللون الأخضر. وقد كانت لـ زبيغنيو ريبزينكسي أيضا مساهمات في تكنولوجيا الشاشة الزرقاء. عند التصوير بتقنية الشاشة الزرقاء، يتم تصوير اللقطات الخلفية أولًا ثم يُصَوَّرُ الممثل أو العارض مؤديا حركاته أمام شاشة زرقاء. وضع اللقطة الأمامية بصورة متداخلة مع اللقطة الخلفية، كإضاءة إضافية، يعطي صورة شبحية مَشُوبة بِزُرقة. يجب فصل الممثل أو العارض عن الخلفية ووضعه داخل فتحة مصممة بصورة خاصة في اللقطة الخلفية. يُعاد تصوير لقطة الشاشة الزرقاء بواسطة مرشح (عدسة) أزرق، بحيث تبقى الخلفية الشيء الوحيد على شاشة العرض. يتم استخدام فلم خاص لإنشاء صورة بيضاء-سوداء معكوسة تحتوي على خلفية سوداء مع فتحة على شكل العنصر المُصَوَّر في الوسط. ويُطلق على هذا مصطلح "الأنثى المطفأة" أو الصورة المطفأة. ثم يُعاد تصوير لقطة الشاشة الزرقاء مرة أخرى، ولكن هذه المرة عن طريق مرشح (عدسة) أحمر وأخضر كي تظهر الصورة الأمامية فقط على الفيلم، فتنشأ منه صورة خيالية سوداء كَظِل على خلفية واضحة غير معروضة. ويُطلق على هذه اللقطة مصطلح "الرجل المطفأ." يُعاد التقاط صورة الخلفية بتقنية "الرجل المطفأ" أما اللقطة التصويرية في الفيلم فيتم التقاطها بواسطة تقنية "الأنثى المطفأة." تقوم طابعة بصرية بجهازي عرض وكاميرا تصويرية وجهاز لتقسيم الأشعة بتجميع الصور معاً كل إطار على حده. يجب تنفيذ هذا الجزء من العملية بعناية فائقة لضمان عدم ظهور "خطوط سوداء".في ثمانينات القرن الماضي، تم استخدام حواسيب صغيرة للتحكم في الطباعة البصرية. عند إنتاج فيلم "حرب النجوم الجزء الخامس: الإمبراطورية تعيد الضربات ابتكر ريتشارد ايدلوند طابعة ضوئية رباعية سَرّعت العملية ووفرت الكثير من المال، وقد تم منحه جائزة أوسكار خاصة لهذا الابتكار.
أما فيما يتعلق بفيلم (رحلة إلى النجوم: الجيل التالي) فقد اقترح «جون لي» القيام بعملية تُستخدم فيها الأشعة فوق البنفسجية وقد طورها «جري هتزل» ومجموعة موظفي "image G".وهي تتطلب خلفية برتقالية مشعة، تُسهل تكوين خلفية مطفية، مما مكّن فريق العمل من انجاز التأثيرات المطلوبة في ربع الوقت المخصص للعمليات الأخرى المشابهة لها.
غالباً ما يستخدم خبراء الأرصاد الجوية في التلفزيون المراقبة الميدانية والتي تُوضح على جانب الشاشة. و`ذلك لنرى أين يضعون أيديهم على خلفية الصور أثناء شرحهم لنشرة الجوية. وهناك تقنية أحدث وهي إنشاء صورة باهتة على الشاشة.
تسخدم بعض الأفلام المفتاح اللوني بشكل مكثف لإضافة الخلفيات، التي تُنشأ بالكامل بواسطة الصور الحاسوبية. ويمكن تجميع العروض التي أُنشئت بطرق مختلفة معاً، مما يسمح بتصوير الممثلين بشكل مستقل ومن ثم تجميع اللقطات في نفس المشهد. يسمح التصوير بتقنية «المفتاح اللوني» للمثلين بالعمل في أماكن مختلفة، بينما هم في واقع الأمر لم يغادروا الاستوديو.
كما يّسر تطور الحاسب الآلي دمج الحركة في اللقطات المركبة حتى عند استخدام الكـاميرا اليدوية. ويمكن أن تثبت الإشارات المرجعية في الخلفية الملونة (والتي عادةً ما تكون بشكل شبكة ملونة ويتم توضيح أزرار التقريب بشريط لاصق أو تعليق كرات التنس على الجدار بمسافات متساوية البعد. وبعد الانتهاء من المونتاج، يستخدم الحاسب الآلي المرجعيات لحساب وضعية الكاميرا، وبالتالي يستخرج الصورة المناسبة تماماً مع المشهد والحركة في اللوحة الأمامية، حيث أن التطورات الحديثة في مجال البرمجيات والقوة الحسابية أدت لإقصاء الحاجة لتثبيت المؤشر بشكل دقيق. وأُكتُشِفت وضعيات البرمجيات في المساحة (إلا أن عيب هذه الميزة هي أنها تتطلب حركة كاميرا واسعة، وأيضاً قد تُشجع تقنيات الأفلام الحديثة التي تكون وضعية الكاميرا فيها متحركة بشكل دائم).

## العملية

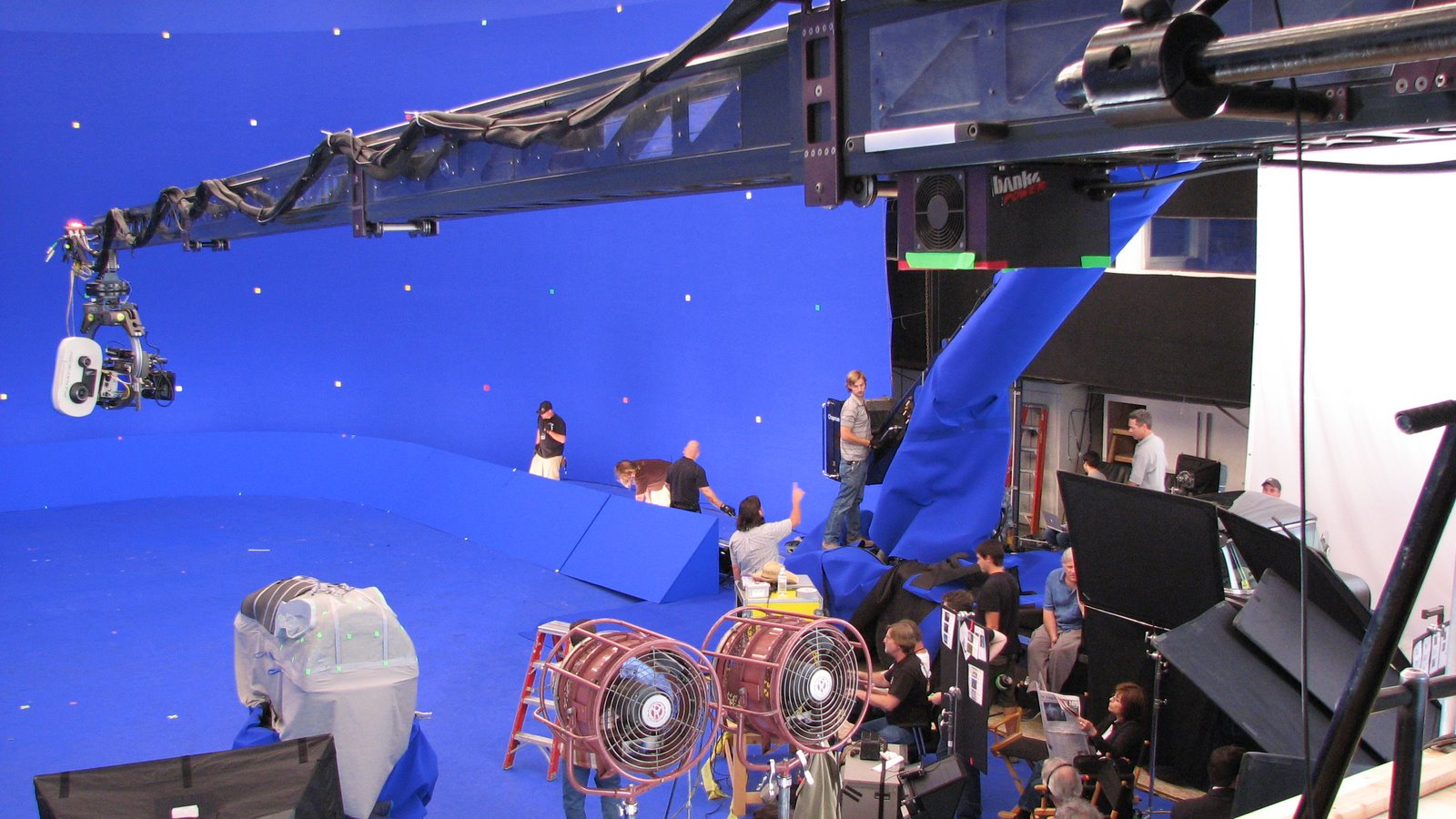
مجموعة فيلم سجلات سبايدرويك حيث استخدم مشهد المؤثرات الخاصة شاشة مفتاح كروما الزرقاء في الإعداد..

تصور المادة الأساسية بخلفية ذات لون واحد أو مجموعة من الألوان ذات نطاق ضيق، وغالباً ما تكون زرقاء أو خضراء لبعد هذه الألوان كليا عن لون بشرة الإنسان. أما الأجزاء في لقطة الفيديو والتي تطابق الألوان المُختارة مُسبقا فتستبدل بخلفيات فيديو بديلة. وتعرف هذه العملية باسم “الإقفال” أو «الإخراج من القفل» أو ببساطة، «المفتاح.»

### معالجة الخلفية الخضراء

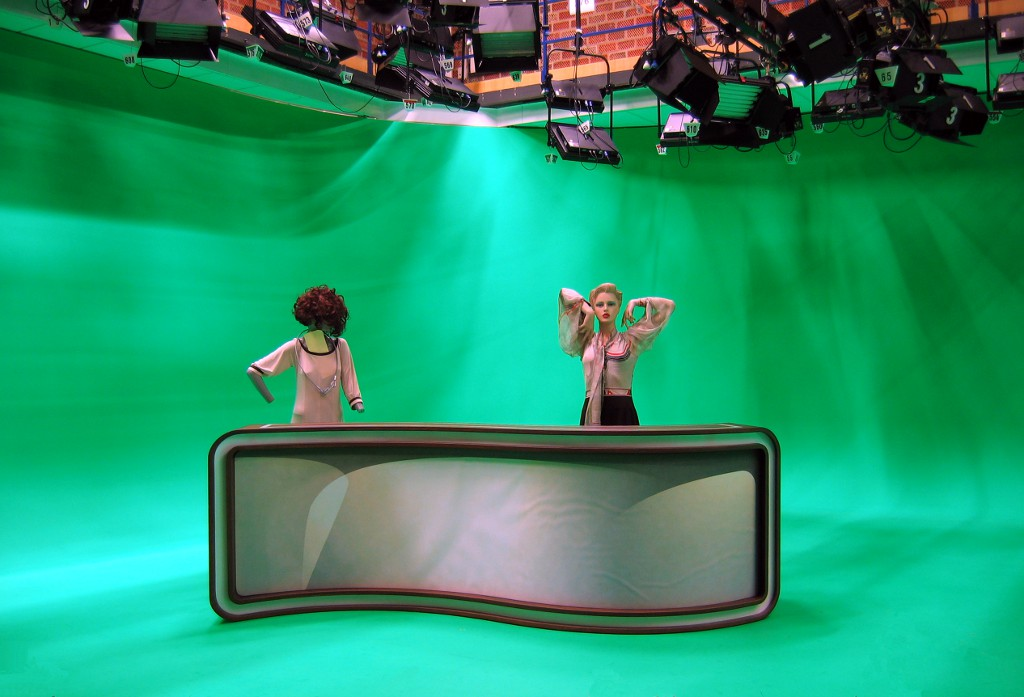
استديو التلفزيون العملي مع تقنية الشاشة الخضراء.

يستخدم حالياً اللون الأخضر كخلفية أكثر من الألوان الأخرى، وذلك لكون أجهزة إستشعار الصور في كاميرات الفيديو الرقمية تتجاوب مع اللون الأخضر بشكل أكبر. نظراً لأن فلتر باير يخصص الكثير من الخلايا للقناة الخضراء، محاكياً تزايد حساسية العين البشرية للضوء الأخضر. لذلك تحتوي قناة الكاميرا الخضراء على تشويش أقل وبالتالي تستطيع إنتاج قناع رئيسي مطفي خالي من الشوائب بالإضافة لاحتياجها إلى ضوء أقل لإنارة اللون الأخضر.مرة أخرى وبسبب الحساسية العالية للون الأخضر في إستشعار الصور  فقد أصبح من المفضل استخدام اللون الأخضر الفاتح أيضاً بما أن الخلفية الزرقاء قد تتطابق مع لون العينين لدى بعض الأشخاص، أو بعض اللباسات الشائعة كالجينز أو البدلات الكحلية الغامقة.

### معالجة الخلفية الزرقاء
أُستُخدِمَ اللون الأزرق كخلفية فيما مضى، وذلك قبل أن يكون الإقفال الرقمي شيئاً مألوف إذ أنها تعد شيئاً ضرورياً للعملية البصرية، ولكن يحتاج اللون الأزرق إلى إضاءة أكثر من اللون الأخضر، إلا أنه يشغل حيزاً في الطيف المرئي أكثر من اللون الأحمر الذي يعد اللون الغالب لجسم الإنسان.

### العوامل الرئيسية
يعد فصل الألوان الأمامية (المادة) والخلفية (الشاشة) من أهم عوامل الإقفال وتستخدم الشاشة الزرقاء إذا كان الموضوع يغلب عليه اللون الأخضر، مثل النباتات رغم أن الكاميرا تكون أكثر حساسية للون الأخضر.
في التلفزيون الملون التناظري يتكون اللون من خلال مرحلة موجة حاملة فرعية للون، صافي، يكون مرتبط بإشارة الذبذبة. ويتم تحقيق مفتاح الصفاء من خلال مقارنة مرحلة الفيديو بمرحلة تطابق درجة نقاوة اللون وتستبدل بعض أجزاء مرحلة التصوير بخلفية بديلة.
في التلفاز الملون الرقمي يتكون اللون من ثلاثة درجات (الأحمر، والأخضر، ودرجات الأزرق) ويتم التوصل لمفتاح صفاء درجة اللون من خلال مقارنة عددية بسيطة بين الفيديو واللون المختار مسبقاً فإذا تطابق اللون عند نقطة معينة في الشاشة (بشكل تام أو جزئي) فيتم حينها استبدال خلفية الشاشة بأخرى بديلة في تلك النقطة.

## الثياب

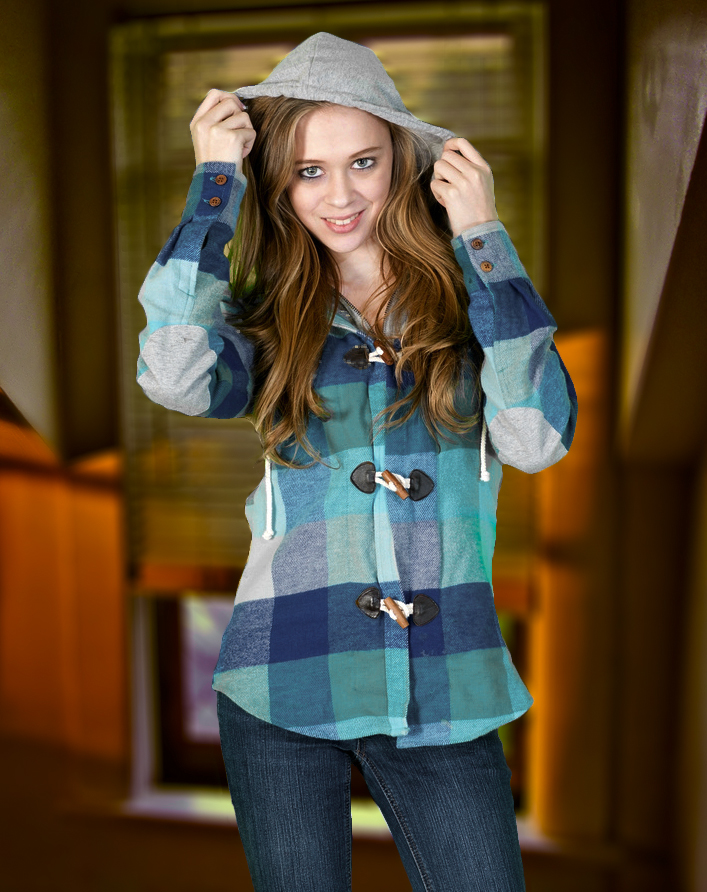
فتاة ترتدي ملابس زرقاء أمام شاشة خضراء.

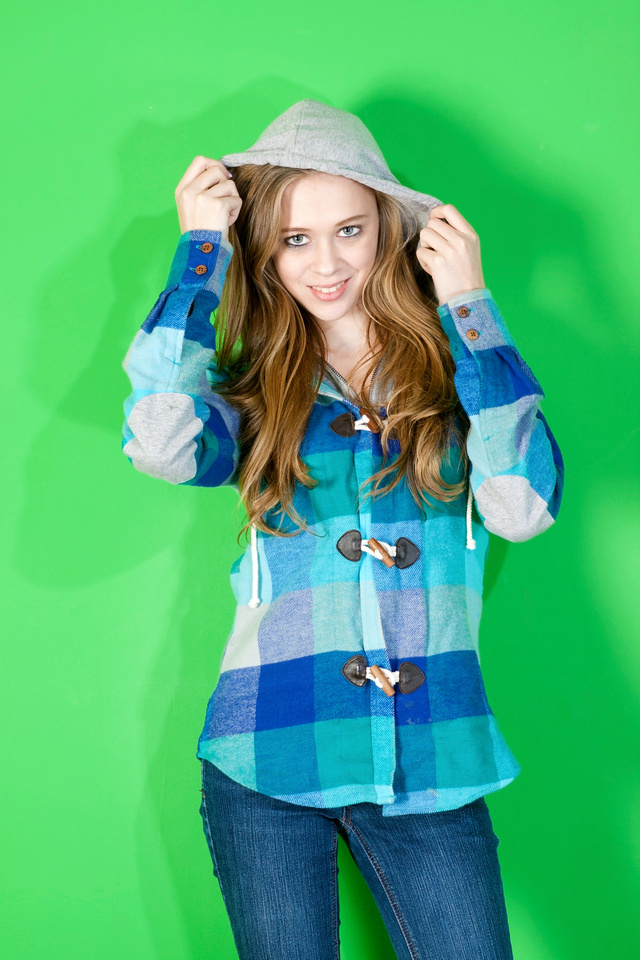
فتاة ترتدي ملابس زرقاء أمام شاشة خضراء.

يجب على الشخص الخاضع لتأثير مفتاح درجة الصفاء تجنّب ارتداء أي ملابس مشابهة في لونها لمفتاح درجة صفاء اللون (إلا إذا كان المقصود على سبيل المثال ارتداء قميص أخضر ليظهر الشخص وكأن لا جسد له)، حيث يمكن استبدال الملابس بخلفية الفيديو؛ ومثال هذا الاستخدام عند ارتداء الممثل غطاء أزرق على جزء من جسده ليظهر وكأنه مخفي في اللقطات الأخيرة من التصوير. وهذه التقنية يمكن استخدامها لإحداث تأثير مشابه لعباءة الإخفاء "invisibility cloak" والتي أُسُتخِدمت في أفلام هاري بوتر. ويمكن للممثل أن يُصَوَر بعكس خلفية مفتاح درجة صفاء اللون ومن ثم إدراجه في لقطة تصوير الخلفية مع تأثير التشويش، بهدف صُنع عباءة لا يمكن رؤيتها بوضوح.
تظهر صعوبات التصوير مع الشاشة الزرقاء عندما يتوجب أن تكون مؤثرات المشهد زرقاء اللون، مثل الزي الأزرق التقليدي لشخصية سوبر مان. ففي فيلم سبايدرمان لعام 2002م، ظهر كلاً من سبايدرمان و (العفريت الأخضر) في نفس المشهد فقد كان يتعين تصوير سبايدرمان أمام شاشة خضراء ومشهد العفريت الأخضر أمام الشاشة زرقاء. والسبب وراء فرق اللون هو أن ارتداء سبايدرمان زياً ذو لون أحمر وأزرق بينما ارتدى العفريت الأخضر زياً أخضراً بالكامل. وفي حال تم تصوير كلا الشخصيتين معاً أمام الشاشة نفسها فسوف تمحى إحدى الشخصيتين من المشهد.

## الخلفية
يُستخدم اللون الأزرق بشكل عام في كل من الخرائط والمؤثرات الخاصة فهو لون تكميلي لبشرة الإنسان، ويرتبط ايضاً استخدام اللون الأزرق بحقيقة احتواء الطبقة الحساسة للون الأزرق في الفيلم على بلورات صافية وبالتالي تفاصيل جيدة وحبيبات متناهية الصغر (مقارنة بالطبقات الحساسة للونين الأحمر والأخضر)، وفي جميع الأحوال قد يصبح اللون الأخضر في العالم الرقمي اللون المفضل لاحتفاظ الكاميرات الرقمية بتفاصيل أكثر في القناة الخضراء مما يتطلب اضاءة أقل من التي يتطلبها استخدام اللون الأزرق، ولا يحتوي اللون الأخضر على قيمة ضوئية عالية أكثر فقط مقارنة باللون الأزرق لكن في الصيغ الرقمية القديمة تم أخذ عينات من القناة الخضراء بقدر ما تم أخذه من الزرقاء مما يجعل العمل معها أسهل، حيث يعتمد اختيار اللون على انطباعات الفنانين وعلى الحاجة إلى لقطة معينة. وقد هيمن في العقود الماضية استخدام اللون الأخضر في الأفلام ذات التأثيرات الخاصة وتعد الخلفية الخضراء أيضاً مفضلة أكثر من الزرقاء للتصوير في الهواء الطلق حيث قد تظهر السماء الزرقاء في الإطار والتي قد تستبدل بالخطأ في عملية التصوير، بالرغم من أن اللونين الأخضر والأزرق هم الأكثر شيوعا إلا أنه يمكن استخدام أي لون آخر وعادة ما يتم اجتناب استخدام اللون الأحمر لانتشاره في صبغة جلد الإنسان الطبيعية ولكن غالباً ما يمكن إستخدامه للمشاهد والمناظر التي لا تحتوي على أشخاص، فعلى سبيل المثال: في أغنية جون بيزاريلي John Pizzarelli «مشاعر عيد الميلاد» من حلقات عالم سمسم التلفزيونية استعملت الخلفيات المرسومة من قبل جيري بريوسو Gerri Brioso بينما كان الأطفال الذين يعيشون الحدث ويقفزون في الهواء احتفالاً بعيد الميلاد .

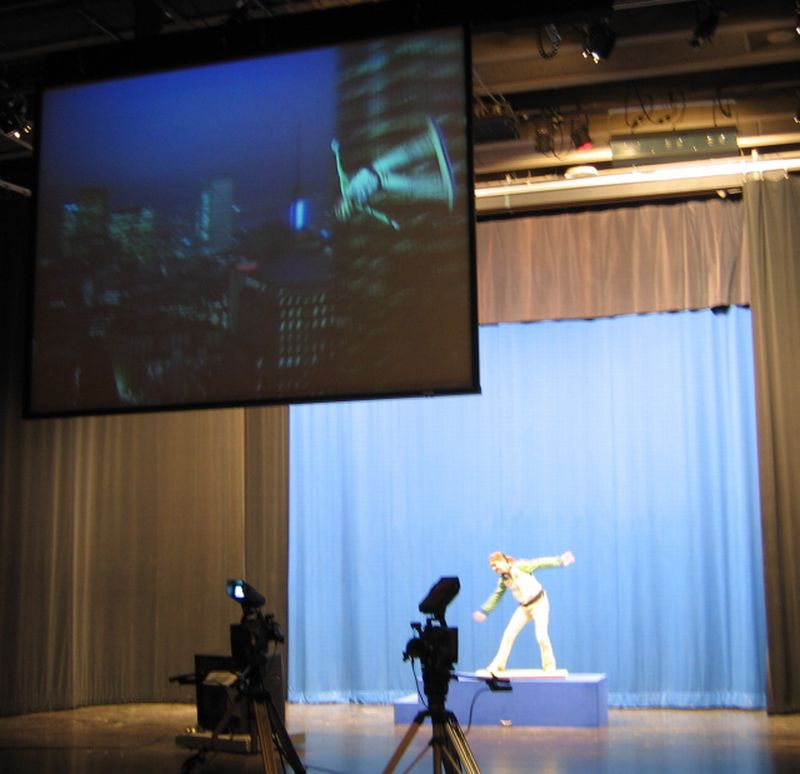
شرح لصناعة المؤثرات الخاصة باستخدام تقنيات مفتاح كروما.

أحياناً، تستخم خلفية أرجوانية اللون كما في بعض برامج التطبيقات، فاللون الأرجواني أو الفوشي يشار إليهم أحياناً باسم السحر الوردي.
مع وسائل التصوير والأجهزة الأخرى، تتجنب العديد من الشركات هذا الالتباس والذي عادةً مايواجهه مذيعوا النشرات الجوية، والذين تتطلب مهمتهم رؤية أنفسهم على الشاشة لمشاهدة الصورة التي تظهر من خلفهم، من خلال إبراز نسخة خفيفة من صورة الخلفية على شاشة زرقاء/خضراء، مما يسمح لمذيع النشرة الإشارة بدقة وإلقاء نظرة على الخريطة دون الرجوع إلى أجهزة العرض.
هناك تقنية جديدة تستخدم الستار العاكس في الخلفية جنباً إلى جنب مع سلسلة من الصمامات الثنائية الباعثة للضوء حول عدسة الكاميرا. وهذه التقنية لاتتطلب ضوءاً في الخلفية عدا الصمامات الثنائية الباعثة للضوء (LEDs) والتي على عكس إضاءة المسرح الكبيرة فهي لا تستهلك طاقة أو مساحة كبيرة. وهذه التقنية المتقدمة ماهي إلا بسبب اختراع الصمامات الثنائية الزرقاء في التسعينات والتي ساهمت أيضاً بإيجاد الصمامات الثنائية الخضراء الباعثة للضوء.
وهناك ايضاً نوع من ألوان مفتاح الكروما يستخدم ألوان الطيف والتي لاترى بعين الإنسان. وتعرف بمفتاح الثيرمو، وهي تستخدم أشعة تحت الحمراء كمفتاح للون والذي لايستبدل بصورة الخلفية خلال مرحلة مابعد المعالجة.

## الإضاءة الخالية من الظل
يكمن التحدي الأكبر عند إعداد خلفية زرقاء أو خضراء بإضاءة خالية من الظل، لأن الأفضل أخذ أضيق نطاق ممكن للون يتم استبداله، والظل سوف يعرض نفسه كأقتم لون للكاميرا وقد لا يرشح للاستبدال. وهذا يمكن ملاحظته في الإرسال الضعيف أو البث المباشر حيث لايمكن تصحيح الأخطاء يدوياً، والمواد المستخدمة تؤثر على الجودة، كما تؤثر على سهولة الحصول على إضاءة متساوية، أما المواد المشعة للضوء قد تصبح قريبا أقل نجاحا من تلك التي لاتشع، أما بالنسبة للأسطح المشعة للضوء فهي تملك مناطق يعكس فيها الضوء فتظهر تلك الأضواء كأنها باهتة، حينها تصبح المناطق الأخرى أقتم . كما نلاحظ أن السطح اللامع يشتت الأضواء المنعكسة فينتج أكثر من نطاق لون خالي من الظل بالتنظيم وللحصول على أوضح مفتاح من تصوير خلفية خضراء مهم جدا صنع قيمة مختلفة بين المادة والخلفية الخضراء، وبالنسبة لاختلاف الجسم من الخلفية الخضراء، فيكون عن طريقين: إما عن طريق جعل الخلفية الخضراء درجتين أعلى من الجسم، أو العكس .
في بعض الأحيان يمكن استخدام الظل لإنتاج تأثيرات خاصة، فيمكن استبدال مناطق الشاشة الزرقاء أو الخضراء والتي يقع عليها الظل بنسخة أغمق من خلفية صورة الفيديو المطلوب، مما يجعل الخلفية المركبة تبدو وكأن الظل يقع عليها فعلًا. وقد استخدمت هذه الطريقة في العديد من الأفلام والمسلسلات التلفزيونية لفترة طويلة، مثل مسلسل «دكتور هو» Doctor Who حلقات «روبوت» عام 1974. وهناك أيضاً مشكلة أخرى شائعة ذات صلة وهي إضاءة المشهد بطريقة مكملة للخلفية التي يجري إدخالها في المشهد، حيث يجب الانتباه لمطابقة اتجاه الإضاءة وتوازن اللون في الخلفية. أي اختلال أوتغيير في لون خلفية الكروما المستخدمة يجعل النتيجة تبدو غير طبيعية، وقد يؤثر وجود اختلاف في البعد البؤري للعدسة المستخدمة في التصوير على نجاح مفتاح الكروما.

## التعرض
ثمة تحدي آخر يواجه استخدام الشاشات الزرقاء أو الخضراء وهو التعرض المناسب للكاميرا. يؤدي عدم تعرض الخلفية الملونة كفاية أو التعرض الزائد للكاميرا إلى مستويات إشباع لوني منخفضة. فعند استخدام كاميرات الفيديو وكاميرات السينما الرقمية قد تواجه الصور التي لا تحصل على كمية تعرض كافية إلى مستويات عالية من التشويش. لذا يجب أن تكون الخلفية مضيئة وساطعة كفاية لتسمح للكاميرا بالتقاط صور واضحة ومشبعة بالألوان.

## البرمجة
هناك العديد من التقنيات ذات الجودة المختلفة والسرعة الأمثل لتنفيذ لون القفل في مجال البرمجيات .
وفي معظم الإصدارات، يتم تطبيق دالة (F (r,g,b على كل بكسل في الصورة حيث أن α (الفا) لديه معنى مماثل لتلك التي في تقنيات التركيب ألفا . α ≤ 0 يعني أن البكسل شاشة خضراء بينما α ≥ 1البكسل يكون في الجسم الواقع في مقدمة الصورة . تشير القيم بين 0 و 1 بأن البكسل تم تغطيتها جزئياً من قبل الجسم الواقع في مقدمة الصورة . يعد مثال الشاشة الخضراء القابلة للاستخدام والتي تطابق كيفية عمل مفتاح كروما على طابعة بصرية هو:f(r, g, b) = K0 * b − K1 * g + K2 (K0..2 ثوابت الاستخدام للتعديل، ويعتبر رقم 1 تخمين اولي جيد لهذا المثال).
في أغلب الأحيان يوفر البرنامج خاصية إزالة تسرب الألوان من الشاشة بالإضافة لحساب ألفا. قد تكون هذه وظيفة منفصلة g(r, g, b) → (r, g, b)؛ مثال بسيط للشاشة الخضراء هو g(r, g, b) → (r, min(g, b), b).. أو يتم تغييره لكي يعطي الناتج (r, g, b, a) جملة، وهذا مفيد إذا تم تقاسم جزء من العملية الحسابية.
تستخدم معظم أجهزة keyer وظائف أكثر تعقيدا. ومن الطرق الشائعة وصف سطح مغلق ثلاثي الأبعاد في فراغ RGB وتحديد مسافة نقطة (r, g, b) من هذا السطح، أو حساب مسافة نقطة (r, g, b) بين سطحين مغلقين متداخلين. ومن الشائع أيضا أن تعتمد المعادلة و () على أكثر من مجرد لون البكسل الحالي، فإنه بالإمكان أيضا استخدام موقع (x, y)، وقيم البكسلات المجاورة، والقيم من الصور المرجعية، والقيم من أقنعة رسمها المستخدم .
تحاول فئة خوارزمية أخرى معرفة مسار ثنائي الأبعاد يفصل المقدمة عن الخلفية. بإمكان هذا المسار أن يكون المردود من العملية، أو بالإمكان استخلاص الصورة عن طريق ملء المسار بـ α = 1 كخطوة نهائية. كمثال على خوارزمية كهذه واضح في استخدام كفاف نشط (active contour). وبالمناسبة، كانت معظم الأبحاث في السنوات الأخيرة في هذا النوع من الخوارزميات.